# Tillandsia diguetii
Tillandsia diguetii är en gräsväxtart som beskrevs av Carl Christian Mez och Rol.-goss. Tillandsia diguetii ingår i släktet Tillandsia och familjen Bromeliaceae. Inga underarter finns listade i Catalogue of Life.